# Nocardia asteroides
Nocardia asteroides – tlenowe, katalazo-dodatnie, Gram-dodatnie bakterie tworzące rozgałęzione strzępki. Mogą tworzyć kredowobiałą grzybnię powietrzną oraz tworzyć konidia. Są słabo kwasooporne (barwienie metodą Ziehla-Neelsena) ale odporne na lizozym.
W przypadku zakażenia powodują nokardiozę płucną, są również czynnikiem etiologicznym stopy madurskiej (maduromykozy).
Reagują na leczenie sulfonamidami.

## Charakterystyka
Nocardia asteroides to nieregularne, nitkowate bakterie przypominające grzybnię, wykazujące kwasooporność w barwieniu metodą Ziehla-Neelsena (choć słabiej niż prątki). Rośnie powoli na zwykłych podłożach bakteriologicznych, tworząc suche, kredowe kolonie.
Bakteria ta występuje powszechnie w glebie, materiale roślinnym i środowisku wodnym. Jest saprotrofem, ale w określonych warunkach może wywołać poważne zakażenia u ludzi, szczególnie z obniżoną odpornością.

## Patogeneza
Nocardia asteroides jest najczęstszym czynnikiem etiologicznym nokardiozy – rzadkiej, ale ciężkiej infekcji bakteryjnej. Zakażenie najczęściej następuje drogą wziewną, prowadząc do pierwotnego zakażenia płucnego. Może również dojść do zakażenia skóry lub rozsiewu do OUN i innych narządów (postać rozsiana)
Nokardioza płucna objawia się kaszlem, dusznością, gorączką i naciekami w płucach, przypominającymi gruźlicę lub nowotwory. Postać skórna może przyjmować postać ropni, owrzodzeń lub zapalenia tkanki podskórnej.

## Chorobotwórczość
Nocardia asteroides jest oportunistycznym patogenem wywołującym nokardiozę – poważną infekcję bakteryjną, która może przybierać różne postaci kliniczne w zależności od drogi zakażenia, lokalizacji i stanu odporności pacjenta.
Bakteria przenika do organizmu człowieka najczęściej poprzez:
- drogę wziewną – powodując nokardiozę płucną,
- uszkodzenia skóry – prowadząc do postaci skórnej lub podskórnej,
- rozsiew hematogenny – prowadzący do zakażeń narządowych, w tym ośrodkowego układu nerwowego (OUN).

Nocardia asteroides wykazuje tropizm do tkanki płucnej i nerwowej, co sprawia, że najczęstsze i najcięższe objawy dotyczą tych układów.

### Nokardioza płucna
To najczęstsza postać zakażenia wywoływanego przez N. asteroides. Objawy są niespecyficzne i mogą przypominać:
- gruźlicę,
- nowotwory płuc,
- zapalenie płuc o etiologii grzybiczej lub atypowej.

Typowe objawy obejmują:
- przewlekły kaszel,
- duszność,
- gorączkę,
- osłabienie,
- bóle w klatce piersiowej,
- nacieki zapalne widoczne w badaniach obrazowych.

Zakażenie może prowadzić do tworzenia jam w miąższu płuca, ropni lub przetok oskrzelowo-opłucnowych.

### Nokardioza OUN
Postać mózgowa występuje u około 25–40% pacjentów z uogólnioną nokardiozą. Objawia się:
- bólami głowy,
- objawami ogniskowymi (np. niedowład, afazja, napady padaczkowe),
- gorączką,
- zaburzeniami świadomości.

Najczęściej dochodzi do tworzenia ropnia mózgu, który może być pojedynczy lub mnogi.

### Postać skórna i podskórna
Zakażenie skóry występuje zwykle w wyniku urazu lub kontaktu rany z zanieczyszczoną ziemią. Objawia się:
- ropniami,
- naciekami zapalnymi,
- przewlekłymi owrzodzeniami,
- przetokami z wydzieliną ropną zawierającą niciowate struktury bakteryjne.

### Postać rozsiana
U osób z obniżoną odpornością (np. w przebiegu AIDS, po przeszczepach, chemioterapii) może dojść do rozsiewu bakterii do wielu narządów:
- płuca,
- OUN,
- skóra,
- nerki,
- kości.

Zakażenie może mieć przebieg gwałtowny i prowadzić do sepsy.

### Grupy ryzyka
Najbardziej narażone na ciężki przebieg nokardiozy są osoby z:
- niedoborami odporności komórkowej,
- przewlekłymi chorobami płuc (POChP, rozstrzenie oskrzeli),
- cukrzycą,
- nowotworami,
- przyjmujące leki immunosupresyjne (np. po przeszczepach).

Zakażenia u osób immunokompetentnych również się zdarzają, ale mają zwykle łagodniejszy przebieg.

## Diagnostyka
Rozpoznanie nokardiozy wymaga hodowli materiału klinicznego na podłożach bakteriologicznych oraz identyfikacji metodą mikroskopową i biochemiczną. Stosuje się również techniki molekularne (np. PCR) oraz spektrometrię masową (MALDI-TOF).

## Leczenie
Leczenie nokardiozy wymaga długotrwałej antybiotykoterapii. Antybiotykiem pierwszego wyboru jest trimetoprim - sulfametoksazol. W cięższych przypadkach stosuje się skojarzone leczenie z użyciem imipenem, amikacyny lub linezolidu. Czas leczenia może wynosić od kilku miesięcy do roku, zależnie od postaci zakażenia i stanu pacjenta.

## Znaczenie
Nocardia asteroides ma szczególne znaczenie kliniczne jako czynnik chorobotwórczy u osób z niedoborami odporności, w tym pacjentów po transplantacjach, z nowotworami lub zakażonych wirusem HIV.